# Cadralazina
La cadralazina es un vasodilatador periférico indicado en algunos países para el tratamiento de la hipertensión arterial. Su relación con efectos secundarios graves indujo en Noruega a que se rechazara su inscripción en el país. Otros países como Italia aún prescriben la cadralazina como terapia antihipertensiva.
Experimentos con animales de experimentación demostró que la cadralazina produce un deterioro de la función tiroidea, tiene capacidad carcinogénica y genotóxica.